# Andreas Gryphius
Andreas Gryphius, född 2 oktober 1616 i Glogau, död 16 juli 1664 i samma stad, var en tysk poet och dramatiker under barocken. Han finns inte representerad på svenska med någon enskild volym (2014).

## Liv och verksamhet

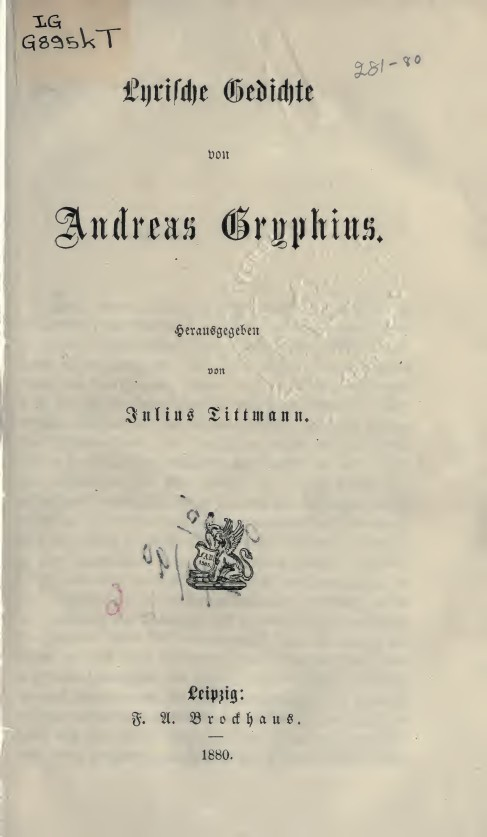
Lyrische Gedichte (1880)

Andreas Gryphius var den så kallade första schlesiska skolans största poetiska geni. Han växte upp i 30-åriga krigets skugga och förde därefter ett kringflackande liv fram till 1650. Redan känd som poet och lärd slog han sig då till ro som jurist i sin födelsestad Glogau. Han hade dessförinnan 1648 erbjudits en professur i Uppsala. Den pessimism och upptagenhet av döden, som på grund av krigsupplevelserna blivit en grundton hos Gryphius, gav sig väsentligen till uttryck i hans lyrik, Sonn- und Feiertags-Sonette och Kirchhofsgedanken samt i hans dramatik på 1640-talet, Leo Arminius oder Fürstenmord, Cardemio und Celinde samt Carolus Stardus oder die ermordete Majestät. Hans dramatik är tydligt influerad av Seneca den yngre och den nederländska klassicismen, särskilt Pieter Corneliszoon Hooft och Joost van den Vondel. Senare i hans liv, då stämningen i hans dikting ljusnade, grep sig Gryphius an med en sång- och lustspelsdikting på rent folklig grund, med verk som Absurda comica oder Herr Peder Squenz, Horribilicrifax och dubbelkomedien på schlesisk dialekt Das verliebte Gespenst och Die geliebte Dornrose. Gryphius betydelse är främst som dramatiker, där han med djärva grepp i de borgerliga samhällsskikten gav första dråpslaget mot de kringresande teatertruppernas primitiva Haupt- und Staats-spektakel och hävdade dramats rätt som konstverk.
Ett urval av Grypius lyrik utgavs under titeln Das dunkle Schiff (1916).

## Utmärkelser
Asteroiden 496 Gryphia är uppkallad efter honom.

## Två sonetter i svensk översättning
Fåfänglighet
Du ser varthelst du ser, fåfänglighet på jorden. 

Vad en idag byggt upp rivs av en annan ner. 

Där städer ligga nu, i framtiden man ser 

på ängar herdebarn i lek med fårahjorden. 

All praktfull blomstring skall förtrampas vad det lider; 

det som stoltserar nu, är aska snart och ben.  

Här varar intet, inga verk av brons och sten  

och lyckan av idag blir sorgelåt omsider.  

Dåd som fått ryktens glans skall som en dröm förgå. 

O skulle tidens lekverk Människan bestå? 

Ack vad är allt som här vi högst och dyrast akta 

om inte intighet: vind, skugga, rök och stoft, 

ängsblommor, som förgå med färger och med doft. 

Vad evigt är kan ännu ingen här betrakta! 

Översättning Johannes Edfelt
Afton
En dag har flytt. Och natten svingar ut sin fana 

bland stjärnehärar. Trötta människor vända 

hem från skog och mark. På djurs och fåglars bana 

blott ensamheten ruvar. Tiden är till ända. 

Som ljuset nyss dog bort, långt förr än man kan ana, 

du, jag, och allt vi se skall draga bort kanhända. 

Snart skall till hamnen våra lemmars farkost lända. 

Mig synes livet likna mest en rännarbana. 

Och ändå, Gud, låt intet här mitt fall bereda, 

ej prakt, ej prål, ej lust, ej ångest mig förleda! 

Din evigt klara glans må lysa framför mig! 

Låt själen vaka, då min trötta kropp har somnat. 

Och när den sista dagens afton mig välkomnat, 

lyft mig då upp, o Gud, ur mörkrets dal till dig. 

Översättning Erik Blomberg